# Asphondylia swaedae
Asphondylia swaedae är en tvåvingeart som beskrevs av Jean-Jacques Kieffer 1909. Asphondylia swaedae ingår i släktet Asphondylia och familjen gallmyggor. Inga underarter finns listade i Catalogue of Life.